# پرچم مالی
پرچم مالی برای اولین بار در ۱ مارس ۱۹۶۱ به رسمیت شناخته شد.به عنوان پرچم ملی شناخته می‌شود.